# Lygosoma boehmei
Lygosoma boehmei Ziegler, Schmitz, Heidrich, Vu e Nguyen, 2007 è una specie di sauro della famiglia Scincidae. Noto in Vietnam come bue-me, è stato scoperto nel 2005 nel Parco nazionale di Phong Nha-Ke Bang e riconosciuto specie rara e autoctona del parco.